# Jan II. (papež)
Jan II. (narozen v Římě jako Mercurius, zemřel 8. května 535) byl římským papežem od 2. ledna 533 do 8. května 535. Byl první z papežů, který si změnil jméno (jeho rodné jméno odkazovalo na římského boha obchodu, Merkura).

## Život
V roce 534 zbavil pro cizoložství úřadu Contumeliosa, biskupa v Riezu, a do zvolení jeho nástupce jmenoval správcem diecéze Caesaria z Arles.